# سيمون بواليا
سيمون بواليا (بالإنجليزية: Simon Bwalya)‏ (25 فبراير 1985 بلوساكا في زامبيا - ) هو لاعب كرة قدم زامبي في مركز الوسط. شارك مع منتخب زامبيا لكرة القدم. أما مع النوادي، فقد لعب مع باور ديناموز ونادي نكانا ولوساكا ديناموز.

## روابط خارجية
- سيمون بواليا على موقع قاعدة بيانات كرة القدم.إي يو (الإنجليزية)
- سيمون بواليا على موقع ناشيونال فوتبول تيمز (الإنجليزية)